# Myron Rolle
Myron Rolle (* 30. Oktober 1986 in Houston, Texas) ist ein bahamaisch-US-amerikanischer American-Football-Spieler auf der Position des Safeties. Er spielte College Football für die Florida State University. In der National Football League (NFL) stand er im Kader der Tennessee Titans und der Pittsburgh Steelers, kam aber nie in einem NFL-Spiel zum Einsatz.

## Frühes Leben
Rolle wuchs im Galloway Township, New Jersey, auf. Er besuchte zunächst die Peddie School, wo er Saxophon in der Schulband spielte, sang und der Sportredakteur der Schülerzeitung war. Er wechselte dann in die Hun School of Princeton. Er spielte High-School-Football unter Cheftrainer Dave Dudeck, wo er All-American wurde. ESPNs Rekrutierungsservice ernannte Rolle zur Nummer eins der High-School-Talente im Land. Rivals.com bewertete ihn als den zwölftbesten Spieler und den besten Athleten aller Zeiten, sowie dem besten Spieler von New Jersey.

## American Football
Rolle wurde in der sechsten Runde der NFL Draft 2010 von den Tennessee Titans gedraftet. Zuvor spielte er College Football an der Florida State University.
Er wurde von The Sporting News 2010 zum zweitklügsten Profisportler gewählt. Bei den Titans kam er nicht über das Practice Squad hinaus und wurde vor Beginn der Saison 2011 entlassen. 2012 verpflichteten die Steelers Rolle, entließen ihn aber ebenfalls vor Saisonbeginn.
Nach seiner aktiven Karriere studierte er Medizin, was er mit dem Medical Doctor abschloss. Myron Rolle arbeitet in der Neurochirurgie des Massachusetts General Hospital.